# Берг (Штарнбергер-Зе)
Берг (нем. Berg) — община в Германии, в земле Бавария, на восточном берегу озера Штарнбергер-Зе.
Подчиняется административному округу Верхняя Бавария. Входит в состав района Штарнберг. Население составляет 8156 человек (на 31 декабря 2010 года). Занимает площадь 36,63 км².
Коммуна подразделяется на 14 сельских округов.
На территории коммуны располагается замок Берг.

## Персоналии
- Альбрехт, Бальтазар Августин — немецкий художник.
- Оскар Мария Граф — немецкий писатель.
- Хайнц Рюман — немецкий киноактёр и эстрадный певец.
- Дитрих Фишер-Дискау — немецкий оперный и камерный певец.

## Фотографии

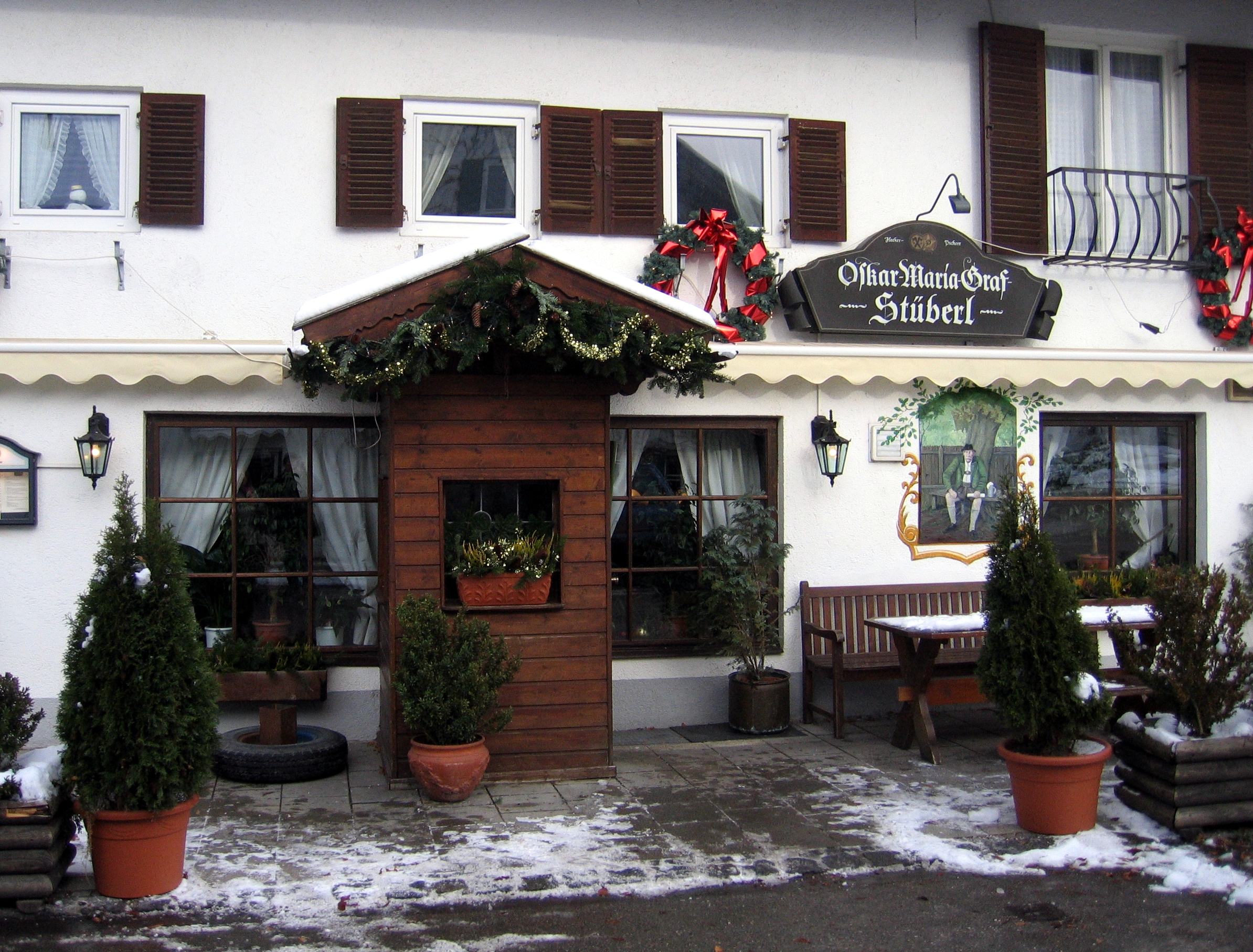
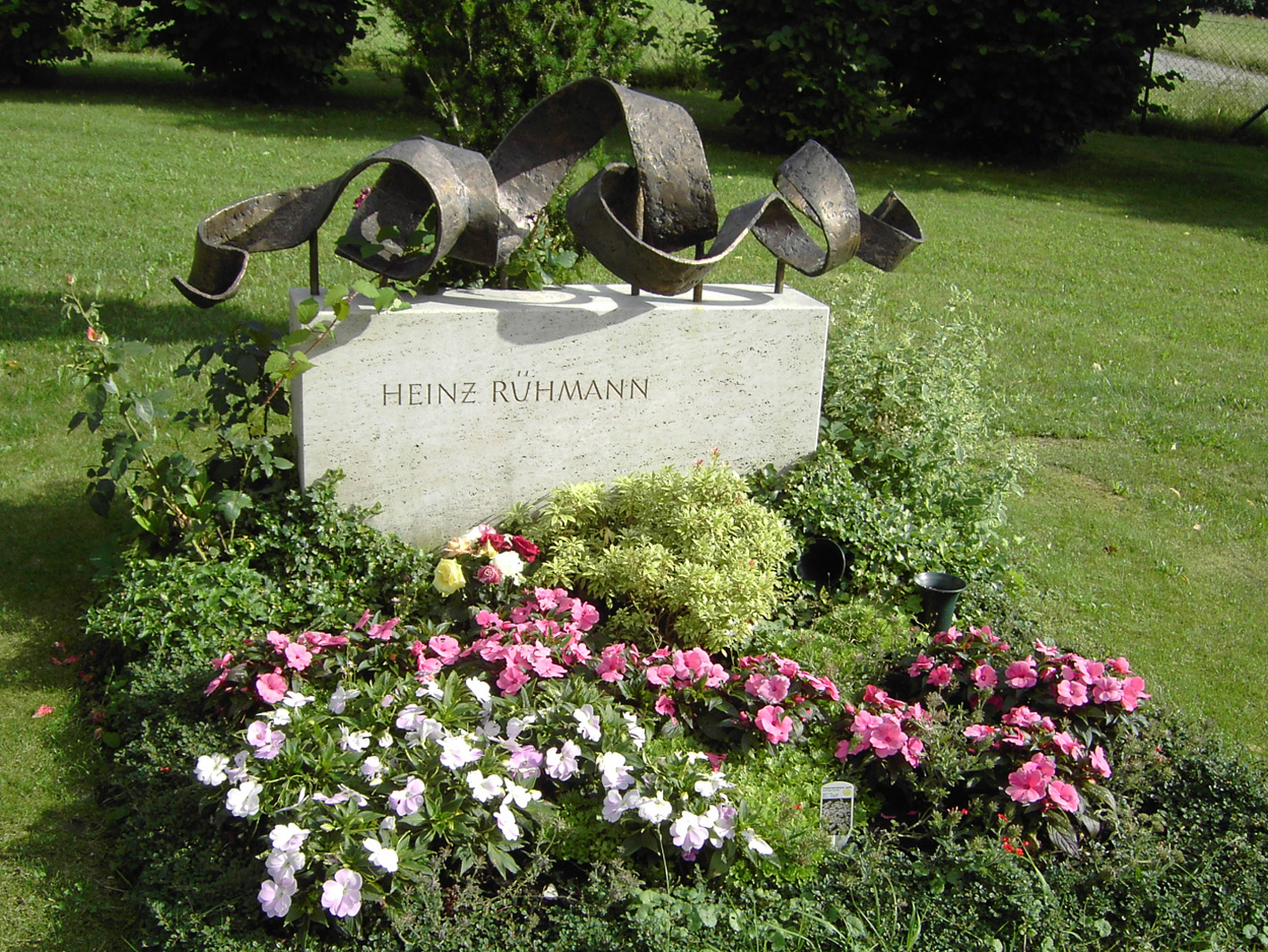